# 1907 في كندا
فيما يلي قوائم الأحداث التي وقعت خلال عام 1907 في كندا.

## سياسة

### تعيين في المنصب
- 1 يناير – جورج بيري غراهام عضو مجلس العموم الكندي.
- 1 يناير – جون ريتشاردسون Bishop of Fredericton ‏.
- 1 يناير – دارسي سكوت عمدة أوتاوا [الإنجليزية]‏.

### انتهاء فترة المنصب
- 1 يناير – جورج بيري غراهام عضو برلمان مقاطعة أونتاريو.
- 1 يناير – جيمس ووكر Member of the Edmonton City Council ‏.
- 1 يناير – ديفيد ويلسون member of the Legislative Assembly of Manitoba ‏.

## مواليد

### يناير
- 1 يناير – آرثر والكر
- 1 يناير – تيم بيرن سياسي كندي.
- 1 يناير – جوري سميث فنانة كندية.
- 1 يناير – دون أرشيبالد لاعب كرة قدم كندي.
- 1 يناير – رينا ماكدونالد
- 1 يناير – هوبير دوغلاس
- 16 يناير – آليكسندر نوكس

### فبراير
- 14 فبراير – فرد يونغ سياسي كندي.

### مارس
- 2 مارس – أرت أليكساندر لاعب هوكي جليد كندي.
- 4 ديسمبر – مارسيل فنسنت
- 11 مارس – إيرل روبنسون لاعب هوكي جليد كندي.
- 15 مارس – ويلي لوغان متزلج سريع كندي.
- 18 مارس – دوايت روس عسكري كندي.
- 24 مارس – غوس دوغاس لاعب كرة قاعدة من الولايات المتحدة الأمريكية.
- 28 مارس – روميو ريفرز لاعب هوكي جليد كندي.

### أبريل
- 10 أبريل – بيت ديسغاردين غطاس من الولايات المتحدة الأمريكية.
- 21 أبريل – غوستاف روي سياسي كندي.
- 22 أبريل – بيرت كونلي لاعب هوكي جليد كندي.

### مايو
- 1 مايو – رالف فريد
- 7 مايو – توم كوك لاعب هوكي جليد كندي.
- 10 مايو – ألان شيلدز لاعب هوكي جليد كندي.
- 15 مايو – جاك ماركل لاعب هوكي جليد كندي.
- 19 مايو – جون ويزلي بورغس سياسي كندي.

### يوليو
- 5 يوليو – إثيل سميث عداءة سرعة كندية.
- 5 يوليو – جون تشارلتون سياسي كندي.
- 6 يوليو – جورج ستانلي مؤرخ كندي.
- 9 يوليو – رالف آدامز عداء سرعة كندي.

### أغسطس
- 20 أغسطس – إيرني كيني لاعب هوكي جليد كندي.

### سبتمبر
- 2 سبتمبر – جاك جاي بوشارد رجل أعمال كندي.
- 15 سبتمبر – فاي راي
- 17 سبتمبر – فرانك إنغرام لاعب هوكي جليد كندي.
- 21 سبتمبر – بيرسي جاكسون لاعب هوكي جليد كندي.
- 30 سبتمبر – إدي جيمس لاعب كرة قدم كندي.

### أكتوبر
- 10 أكتوبر – آرثر وايت سياسي كندي.
- 20 أكتوبر – كارل جولدنبيرج سياسي كندي.

### نوفمبر
- 15 نوفمبر – بود كوك لاعب هوكي جليد كندي.
- 19 نوفمبر – فريدريك توماس أرمسترونغ سياسي كندي.
- 25 نوفمبر – يب فوستر لاعب هوكي جليد كندي.
- 27 نوفمبر – ديفيد هيو بف سياسي كندي.

### ديسمبر
- 1 ديسمبر – ألكسندر ويلسون
- 2 ديسمبر – كالدويل ستيوارت سياسي كندي.
- 4 ديسمبر – مارسيل فنسنت
- 6 ديسمبر – يورك ويلسون فنان كندي.
- 7 ديسمبر – باد جارفيس لاعب هوكي جليد كندي.
- 13 ديسمبر – نورمان دافيسون سياسي كندي.
- 16 ديسمبر – باربرا كينت ممثلة كندية.
- 29 ديسمبر – جيمي بارتليت عداء مراثوني كندي.

## وفيات

### يناير
- 1 يناير – هنري لانغلي (مواليد 1836)
- 6 يناير – كلارنس تشيستر كليفلاند (مواليد 1849) سياسي كندي.
- 25 يناير – أندرو جورج بلير (مواليد 1844) سياسي كندي.

### فبراير
- 9 فبراير – جورج نيلسون كيد (مواليد 1864) سياسي كندي.

### مارس
- 12 مارس – توماس مارتن (مواليد 1850) سياسي كندي.
- 20 مارس – لويس أدولف بيلي (مواليد 1834) سياسي كندي.

### أبريل
- 7 أبريل – جوزيف سانت جون (مواليد 1854) سياسي كندي.

### مايو
- 7 مايو – توماس غرهام (مواليد 1840) سياسي كندي.

### يوليو
- 1 يوليو – روبرت نيوتن هال (مواليد 1836) سياسي كندي.
- 12 يوليو – جيمس يونغ (مواليد 1841) سياسي كندي.

### سبتمبر
- 9 سبتمبر – جيمس ماكدونالد أوكسلي (مواليد 1855)

### أكتوبر
- 6 أكتوبر – أندرو وليامز (مواليد 1828) سياسي أمريكي.

### نوفمبر
- 4 نوفمبر – ستانلي مكينيس (مواليد 1865) سياسي كندي.

### ديسمبر
- 9 ديسمبر – بنجامين بي. غان (مواليد 1860) سياسي كندي.
- 17 ديسمبر – ويليام بايارد (مواليد 1814) طبيب كندي.